# Halloween: Prokletí Michaela Myerse
Halloween: Prokletí Michaela Myerse (ang. titul: Halloween: The Curse of Michael Myers) je americký hororový film z roku 1995. Je v pořadí 6. dílem v sérii Halloween, jehož režie se ujal Joe Chappelle. Jedná se o nejstrašlivější díl v sérii.

## Děj
Je šest let po tom, co zajatému masovému vrahovi Michaelu Myersovi někdo pomohl dostat se z vězení. Následovně ho celých 6 let někdo skrýval a společně s ním i jeho neteř Jamie Lloydovou, která jednoho dne porodí a dítě se má stát Michaelovou obětí. Ale Jamie se podaří společně s dítětem utéct, zároveň ale musí utéct před Michaelem, který je ji v patách. Jamie ale své dítě schová a nechá Michaela, ať si vezme ji. To se však Michaelovi povede, ale stále mu zbývá jedna věc...

Krvavý kolotoč znovu začíná a vše závisí na Tommym Doylovi, který před 17 lety Michaela spatřil na vlastní oči a masakr přežil. Dítě najde podle telefonátu Jamie Lloydové na rádiovou stanici, přes kterou se pokoušela přivolat pomoc. Jenže věří, že existuje jenom jediný člověk, který může vše zastavit a dítě před Michaelem uchránit a to je Dr. Samuel Loomis. Do toho všeho se Michael vrací do svého rodného domu, kde žije rodina, kterou musí Dr. Samuel Loomis okamžitě varovat.

## Producer's Cut
Pro tento film byly natočeny 2 verze s odlišným scénářem a hudebním doprovodem, což výrazně mění dějovou linii filmu. Verze druhá nese název Halloween 6: Producer's Cut, která dosud nebyla vydána a která nelegálně koluje po internetu. Za její oficiální vydání podepsali fanoušci petici.